# Lassad Nouioui
Lassad Nouioui (ur. 3 sierpnia 1986 w Marsylii) piłkarz tunezyjski grający na pozycji napastnika. Od września 2012 roku jest zawodnikiem szkockiego klubu Celtic F.C. W reprezentacji Tunezji zadebiutował w 2009 roku. Do tej pory rozegrał w niej dwa mecze (stan na 24 lutego 2012).